# Ogastus Matisen
Ogastus Matisen, FRS (2. januar 1831. godine u Londonu – 6. oktobar 1870. u Londonu), rođen je kao sin tragovca. On je bio britanski hemičar i fizičar koji je stekao doktorat u Nemačkoj na Univerzitetu Gisen 1852. godine pod nadzorom Johana Hajnriha Bufa. Zatim je radio sa Robertom Bunzenom na Univerzitetu u Hajdelbergu od 1853. do 1856. Njegov rad u ovom periodu uključivao je izolaciju kalcijuma i stroncijuma u njihovom čistom stanju. Potom se vratio u London i studirao kod Avgusta Vilhelma fon Hofmana od 1857. na Kraljevskom koledžu za hemiju, i osnovao sopstvenu istraživačku laboratoriju na 1 Torington Plejsu, kod Rasel skvera u Londonu. On je izabran za člana Kraljevskog društva (FRS) 1861. Radio je kao predavač hemije u bolnici Sv Meri u Londonu od 1862. do 1868. godine, a zatim u bolnici Sv Bartolomej u Londonu od 1868. godine. Njegova istraživanja su se prevashodno bavila sastavom legura i opijumskih alkaloida. Dao je doprinos fizici i hemiji. Za svoj rad na metalima i legurama, nagrađen je Kraljevskom medaljom Kraljevskog društva 1869. godine.
Matisen je izvršio samoubistvo 1870. pod „teškim nervnim opterećenjem“ i umro u bolnici Svetog Bartolomeja u Londonu. Ostavio je imanje procenjeno na manje od 7.000 funti, a njegov brat Vilijam Edvard Matisen je bio njegov izvršilac.

## Literatura
- Matthiessen, A. (1858). „On the Electric Conducting Power of the Metals”. Philosophical Transactions of the Royal Society of London. 148: 383—387. S2CID 186210601. doi:10.1098/rstl.1858.0020.
- Matthiessen, A.; Vogt, C. (1863). „On the Influence of Temperature on the Electric Conducting-Power of Thallium and Iron”. Philosophical Transactions of the Royal Society of London. 153: 369—383. doi:10.1098/rstl.1863.0016 .
- Matthiessen, A.; Vogt, C. (1864). „On the Influence of Temperature on the Electric Conducting-Power of Alloys”. Philosophical Transactions of the Royal Society of London. 154: 167—200. doi:10.1098/rstl.1864.0004 .
- Matthiessen, A.; Foster, G. C. (1863). „Researches into the Chemical Constitution of Narcotine, and of Its Products of Decomposition. Part I”. Philosophical Transactions of the Royal Society of London. 153: 345—367. doi:10.1098/rstl.1863.0015 .
- Matthiessen, A.; Foster, G. C. (1867). „Researches into the Chemical Constitution of Narcotine, and of Its Products of Decomposition. Part II”. Philosophical Transactions of the Royal Society of London. 157: 657—667. S2CID 93532315. doi:10.1098/rstl.1867.0022.
- Matthiessen, A. (1869). „Researches into the Chemical Constitution of Narcotine, and of Its Products of Decomposition. Part III”. Philosophical Transactions of the Royal Society of London. 159: 661—665. S2CID 186212910. doi:10.1098/rstl.1869.0026.
- Matthiessen, A.; Wright, C. R. A. (1869). „Researches into the Chemical Constitution of Narcotine, and of Its Products of Decomposition. Part IV”. Philosophical Transactions of the Royal Society of London. 159: 667. doi:10.1098/rstl.1869.0027.
- de Bruyn Ouboter, Rudolf (март 1997). „Heike Kamerlingh Onnes's discovery of superconductivity” (PDF). Scientific American. 276 (3): 98—103. Bibcode:1997SciAm.276c..98D. doi:10.1038/scientificamerican0397-98. (A figure mentioning Matthiessen's 1864 paper appears on page 102.)

## Spoljašnje veze
- Entry for Augustus Matthiessen in Dictionary of National Biography (1903)
- Entry for Matthiesson in the Royal Society's Library and Archive catalogue's details of Fellows (accessed 20 April 2008)
- Obituary of Augustus Matthiessen in Meetings of the Royal Society (pp 615–617)